# Mordacia mordax
Mordacia mordax är en ryggsträngsdjursart som först beskrevs av Richardson 1846.  Mordacia mordax ingår i släktet Mordacia och familjen nejonögon. Inga underarter finns listade i Catalogue of Life.